# Minnet
Minnet är en dikt av Dan Andersson ur samlingen Svarta ballader från 1917.
Minnet är även namnet på en CD-skiva med tonsatta Dan Andersson-texter, inspelad 1996 (MusiCant Records) av Bosse Westling. Här finns dennes egna tonsättningar av bland annat: En svanesång, En gamling, När mor dog, På havet, Den gamle, Nu mörknar min väg och Vaknatt.